# Chamaeangis vesicata
Chamaeangis vesicata är en orkidéart som först beskrevs av John Lindley, och fick sitt nu gällande namn av Rudolf Schlechter. Chamaeangis vesicata ingår i släktet Chamaeangis och familjen orkidéer. Inga underarter finns listade i Catalogue of Life.